# Thomas Stotz
Thomas Friederich Stotz (født 14. maj 1910; død 26. november 1944 i Skejby) var en dansk frihedskæmper.
Thomas Stotz kom fra Sønderjylland. Han blev uddannet til radiotelegrafist i 1930 under aftjeningen af sin militære værnepligt. Han fortsatte i tjenesten og var ved Danmarks besættelse avanceret til radiokvartermester af første grad under den danske marine.
Efter den 29. august 1943 gik Stotz ind i modstandsbevægelsen. Han indgik i den hemmelige efterretningstjeneste, som modstandsbevægelsen byggede op i samarbejde med hærens og flådens efterretningstjeneste.
Tjenesten var delt i tre sektioner. Af disse havde den nordjyske stab i efteråret 1944 kvarter i en villa på Skipper Clementsvej i Hjørring. Her arbejdede "Lille Møller", som var Stotz' dæknavn, med sin radiosender.
Den 16. november 1944 lykkedes det en tysk radiotekniker at pejle sig frem til villaen, og ved 16‑tiden stormedes den af det tyske sikkerhedspoliti, Gestapo. Stotz og villaens ejer, murermester Valdemar Vangsted, blev anholdt. Dagen efter tvang tyskerne Stotz til at telegrafere, at han var undveget, så den jyske hovedledelse kunne lokkes i baghold. Stotz undlod imidlertid at slutte meddelelsen med det aftalte kendeord, og englænderne kunne derfor telegrafere til hovedcentralen i Århus: "Noah [Stotz' kendenavn] sender stadig under tysk pres"
Stotz blev kørt til den tyske kontraspionages hovedkvarter i Skejby ved Århus, hvor han blev tvunget til at overvære, at tyskerne torterede en dansk modstandsmand. Han indså umiddelbart, at han ikke selv ville kunne holde stand under tortur, men ville risikere at røbe kammerater i modstandsbevægelsen. Da han var blevet ført tilbage til sin celle, skrev han derfor et afskedsbrev til sin hustru, og derefter tog han sit eget liv ved at kvæle sig i sin livrem.
Da efterretningen om Stotz' død nåede England, sendte englænderne omgående telegrammet: "Salute to the Brave"
Han er begravet i soldatergravene på Bispebjerg Kirkegård i København og mindet på 4. Maj Kollegiet på Frederiksberg.